# Война на четворния съюз
Войната на четворния съюз (на английски: War of the Quadruple Alliance) (1718 – 1720) започва заради амбицията на Бурбонска Испания да си върне част от изгубените владения съгласно мирния договор в Утрехт от 1713 г. Тя се води предимно в Италия и отчасти в Америка и Северна Европа. Завършва с договора от Хага без териториални ползи за испанците, а с „размяната“ на Сицилия и Сардиния между Австрия и Савоя.

## Ситуацията след Утрехтския договор
През Войната за испанското наследство с Испания се случват две големи промени: смяна на династията (от Хабсбурги на Бурбони) и изгубване на европейските владения. Най-болезнени са загубите в Италия, където договорът от Утрехт дава Сардиния, Неапол и Милано на австрийския клон на Хабсбургите, а Сицилия – на савойския херцог. В същото време новият крал Филип V се жени за втори път – за Изабела Фарнезе, наследница на престола на Парма. Тя оказва голямо влияние върху краля и води със себе си кардинал Джулио Алберони, който поема управлението като първи министър.
Испания и Австрия всъщност не са сключвали мирен договор и формално състоянието на война между тях продължава. Освен това и двете сили искат да завземат ценния остров Сицилия. Другата особеност на периода е, че Англия и Франция се сближават и през 1716 г. сключват съюзен договор. Причините за това се крият в положението на Франция, където малкият Луи XV царува с помощта на регента – Филип д'Орлеан, а това никак не се харесва на Филип V. Испанският крал иска той да бъде регент и евентуално да събере двете корони под обща власт – нещо, което е забранено от Утрехтския договор. Орлеан опитва да се защити, като се съюзява с вечния френски враг. През 1717 г. към тях се присъединява Нидерландия и така се създава Тройният съюз. Целите на този съюз са: да накара Филип V да се откаже от претенциите си за френския престол, а австрийския император Карл VI – от претенциите си към испанския престол; да се разменят Сицилия и Сардиния между Австрия и Савоя, като Сардиния се издигне в ранг кралство, за да може савойският владетел да запази кралската си титла. Испания не вижда полза да приеме тези искания и решава да действа на своя глава.

## Военни действия
През 1716 г. Изабела Фарнезе ражда първия си син от Филип V – това е дон Карлос. Тъй като кралят има двама сина от предишния брак, тя настоява да се намери владение за сина ѝ. Ето защо, до известна степен, войната се води в името на тази кауза.
Първа цел на испанците става слабо защитеният остров Сардиния. През 1717 г., от август до ноември, той е завладян без Австрия да окаже особена съпротива и без обявяване на война. На следващата година 30 000-на армия, командвана от опитния генерал Монтемар и ескортирана от 22 линейни кораба, е свалена в Сицилия, край Палермо. Градът веднага пада, след което половината испанска войска обсажда Месина, а останалата довършва покоряването на острова. Такава сила и успех на кампанията никой не е очаквал от Испания.
До този момент австрийците са били заети с война с османците, но след мирния договор от Пожаревац успяват да прехвърлят малка армия в Сицилия. Испанците обаче ги побеждават при Миацо (15 октомври 1718) и при Франкавила (20 юни 1719). Така испанското оръжие триумфира, но нещата за армията на Монтемар не вървят добре. Причината не е в австрийците, а в британския боен флот, изпратен под командата на сър Джордж Бинг в Средиземно море. Британците се решават на такъв ход, когато усилията им за предотвратяване на войната се провалят. На 18 август в битката при нос Пасаро те унищожават испанските кораби и откъсват сухопътната армия от родината и я обричат на сигурен разгром. В крайна сметка австрийците в Сицилия надделяват, свалят обсадата на Месина и си връщат целия остров.
Официалното начало на войната настъпва през декември 1718 г., когато французите разкриват заговор за свалянето на д'Орлеан, в който участват испанците. Англия и Франция обявяват война, последвани от Нидерландия. Австрия се присъединява към съюза още преди това и той става четворен (2 август 1718). Сега военните действия се разпростират на много по-голяма площ. Френски армии нахлуват в баските земи и Каталония, но акцията се проваля поради тежки епидемии. Англичаните превземат важното пристанище Виго и навлизат навътре чак до Понтеведра. Тази акция повече от всичко друго отрезвява испанците и те си дават сметка в каква сложна авантюра са се забъркали.
Войната има още един, малко неочакван аспект. Испанците решават да подкрепят предложението на херцог Ормонд – английски ренегат – за продържение на първото джакобитско въстание. Ексадрата с армията не успява да достигне до английските брегове, така че само 300 испанци се включват в бунта в Шотландия. Официалната цел е да се осигури престола за Джеймз Едуард – син на някогашния католически крал Джеймз ІІ. Въстаниците обаче претърпяват поражение.
В Америка французите превземат испанското пристанище Пенсакола във Флорида. Опитът на испанците да завземат британските Бахамски острови и най-вече главния град Насау – се проваля.

## Мирният договор в Хага
Недоволен от Алберони, Филип V го уволнява и заявява готовността си за мир. На 17 февруари 1720 г. договорът е подписан в холандската столица Хага. Испания се отказва от всичките си придобивки, но правата на дон Карлос върху престола на Парма са гарантирани (след смъртта на бездетния херцог Антонио Фарнезе). Франция връща всички отнети от Испания територии за сметка на търговски привилегии. Искането на Мадрид да му бъдат върнати също Гибралтар и остров Менорка (отнети от Англия през Войната за испанското наследство) е отхвърлено. Савойският херцог Виторио Амедео ІІ бива принуден да замени богатата Сицилия с далеч по-невзрачната Сардиния. По този начин се възцарява известна логика, защото Сардиния е по-близо до Савоя, а Сицилия – до Неаполитанското кралство, което също е под австрийска власт. Мирът от 1720 г., както и мирът между Русия и Швеция от 1721 г. осигуряват десетилетие на спокойствие в Европа, каквото тя отдавна не познава.
Съюзът на Франция и Англия оцелява до 1731 г., когато е заменен от Бурбонския пакт. Заедно с разпадането на това приятелство се слага край и на Четворния съюз.